# 马思聪
马思聪（1912年5月7日—1987年5月20日），广东海丰人，近代中国作曲家、小提琴家与音乐教育家。被誉为“中国小提琴第一人”。他于1937年创作的《思乡曲》，被认为是中国20世纪的音乐经典之一。
马思聪早年曾赴法国巴黎求学，并在后来考入了法国的巴黎音乐学院，主修小提琴。1932年初，马思聪由法国回到中国，并在同一年与王慕理结婚。此后陆续创作了《摇篮曲》《绥远组曲》《西藏音诗》《牧歌》等多部著名音乐作品。1949年12月，马思聪被中华人民共和国政务院任命为中央音乐学院的首任院长。
1966年6月，文化大革命开始后，马思聪遭到了批斗。1967年1月15日晚，马思聪与夫人王慕理、次女马瑞雪和儿子马如龙出走香港，后由美国驻香港领事陪同飞抵美国。4月12日，美国国务院公布，北京中央音乐学院院长马思聪逃出中国大陆，来纽约避难。同年5月，公安部成立的“马思聪专案组”（又名“002号专案组”）开始对马思聪出走的经过进行调查，株连马家亲属数十人。1968年，经康生、谢富治批准，被定为“叛国投敌分子”。1985年获得平反。
1987年5月，马思聪在美国接受心脏手术时手术失败，于5月20日逝世于美国费城，享年75岁。
2007年，马思聪及其夫人的骨灰在儿子马如龙等四位亲人的护送下抵达广州。

## 生平

### 早年

#### 幼年
1912年5月7日（夏历壬子年三月二十一日），马思聪出生于中国广东省海丰县海城镇幼石街（今中山西路）25号。马思聪的父亲马育航又名马继犹，是陈炯明的同学，曾参与过陈炯明组织的反清活动。武昌起义后，马育航成为陈炯明左右，历任广州市财政局局长与广东省财政厅厅长。陈炯明失势后又任天然资源委员会锡矿局广州分局局长。马思聪的母亲黄楚良是海丰县公平镇围雅村人，略识诗书，性格开朗。马思聪出生时，马育航与黄楚良已育有二子二女，分别为马思齐、马思武、马思锦、马思梅。马思聪的小名“艾”含健美、聪颖、长寿之意。
根据马思聪在1935年所写的《童年追想曲》一文，马思聪的家庭原本并不爱好音乐，他对音乐的兴趣来自于五岁时在外祖父家听到的留声唱片：“母亲说我那时跟着唱片一起唱，唱得怪有趣的”。1919年，7岁的马思聪在堂兄马时晖家学会了弹风琴；同年，马家亦添置了一臺风琴。1921年，马思聪与父亲一同前往广州市，寄宿就读于广州培正学校。在广州期间，马思聪学会了说广州话，学会了吹口琴与弹月琴。1923年暑假，马思聪回到了海丰。当时，马思聪的大哥马思齐从法国回国养病时，带回来了一把小提琴。年幼的马思聪对小提琴爱不释手，于是决定随大哥一同赴法学习小提琴。

#### 第一次赴法留学
1923年冬，马思聪与大哥一同抵达了巴黎。他们最初居住在巴黎南面的枫丹白露，并向一位女教师学习了两个月的小提琴。后来，马思聪与大哥搬到了巴黎东面的一所家庭式公寓中，并向另一位女教师学习小提琴。半年之后，他们又住进了一位70多岁的法国人家中；在这里，马思聪从房东那里学会了说法語，同時又學了法文，有一定的法文讀寫能力， 并换到了第三位提琴老师。他的第四位提琴老师毕业于巴黎音乐学院。
在学习了半年的小提琴后，马思聪已经能够用小提琴奏出不少乐调。1925年下半年，马思聪考入了巴黎音乐学院十大分院之一的南锡音乐学院。考入音乐院后，马思聪住进了一位法国老妇人的家中，常与老妇人弹钢琴的大女儿一起合奏乐曲。在南锡音乐学院学习时期，马思聪最喜欢的一位教师名叫罗特。在1926年夏天大考的时候，马思聪演奏了帕格尼尼的《协奏曲》，获得了最优第二奖。不过，由于小提琴的学习不尽理想，马思聪结束了在南锡音乐学院的学习生活，于当年8月回到巴黎。
回到巴黎后，经朋友介绍，马思聪向巴黎国立歌剧院的小提琴独奏家保罗·奥别多菲尔学习小提琴，同时亦开始向奥别多菲尔夫人学习钢琴。但在半年后，当马思聪打算报考巴黎音乐学院时，却因为颈部罹患疾病而被医生下令停止练琴。1927年3月，经医生建议，马思聪前往法国北部的海滨城市贝尔克治病休养。在这段时期里，马思聪专攻于钢琴，并从钢琴上认识了不少作曲家，特别是他十分推崇的法国作曲家德彪西。12月28日，马思聪回到了巴黎，继续进行奥别多菲尔的提琴课。1928年暑假过后，马思聪考入了巴黎音乐学院Boucherif领导的提琴班。据马思聪在《忆冼星海》一文中所写，他与冼星海的第一次见面是在1928年或1929年初夏的一个下午，次日马思聪还介绍冼星海到奥别多菲尔处学习小提琴。

#### 回国演出与第二次赴法留学
1929年，主要由于经济上的原因，马思聪离开法国，并启程回到中国。同年9月，马思聪在香港和广州举办了音乐会，当时便被上海《申报》誉为“中国音乐神童”。10月由香港赴上海、南京两地演出后，相继被上海《申报》、南京《首都日报》与《中央日报》报道，称其演奏的小提琴“顿挫抑扬，令人神志飘扬”，“或引人其怀古之感，或导人入幽静之境，或使人惆郁，或令人兴奋”。在宁沪两地驻留时，马思聪先后在南京市政府、励志社之国庆游艺大会、中央播音台和上海市政厅等处演奏小提琴。10月下旬，马思聪返回广州举办音乐会，并受香港《电闻》与广州《民国日报》报道。11月上旬，马思聪再赴上海，在华光联欢社举办的音乐大会上演奏。12月下旬，马思聪在上海筹办音乐会，并邀约了上海音乐界的诸位名士参与演出。12月29日，马思聪与陈仙泉一道拜访了鲁迅。在这一年里，马思聪完成了《古词七首》的创作。1930年1月6日，马思聪在上海市政厅举行音乐会。1月中旬，马思聪回到广州，并在欧阳予倩创办的“广东戏剧研究所”乐队中担任指挥兼第一小提琴手的职位。
1931年初，由广东省政府资送，马思聪得以第二次赴法留学。经奥别多菲尔介绍，马思聪师从作曲家毕能蓬教授（Binembaum，今译比内鲍姆）学习作曲。毕能蓬教授是一位犹太裔的保加利亚作曲家，曾先后在雷根斯堡、汉堡和柏林担任歌剧院指挥这样的职务。毕能蓬性情古怪，脾气孤僻，而他的作品风格亦是十分独特：马思聪在后来评价他的作品时曾写道：“不是忧郁，是像古希腊悲剧的那种伟大的风格，像是猛烈的火的焚烧，他的音乐焚烧着一种不可遏制的热烈”。毕能蓬对马思聪产生的影响是巨大的，“不只是我的和声学作曲法的教师，他同时是我整个艺术修养的指导者”。毕能蓬与马思聪相差整四十岁，但两人却成了忘年之交。后来在二战爆发后，马思聪与毕能蓬教授失去了联系，他还因此为之伤感：“此时（他）不晓得流落到哪一个国度去了，这是多么悲痛的一件事！”

### 青年
1932年初，马思聪从法国学成归国，并在香港举办了个人独奏音乐会。在这一年的春天，年仅19岁的马思聪与陈洪一同创办了私立广州音乐学院，并自任校长。在音乐学院担任教授期间，他认识了王慕理，并在教授钢琴的过程中与她互生情愫。就在这一年，马思聪与大他两岁的王慕理结为连理。
1933年，马思聪把广州音院的事务交给了陈洪，自己北上宁沪求职，但却在上海国立音乐专科学校被拒绝。后来，他经人推荐，担任上了南京中央大学教育学院的讲师。不久后，马思聪与王慕理夫妻俩便租下了徐悲鸿在南京玄武湖畔的一所房子。在这一年，马思聪在广州举办了小提琴音乐会，并作成了《钢琴三重奏（B大调）》。1934年2月，马思聪与犹太钢琴家夏理柯（Harry Ore）合作，在广州举行了小提琴独奏音乐会；5月，被教育部聘为音乐教育委员会委员；12月，在上海举行小提琴独奏音乐会。同年，还创作完成了《第一小提琴钢琴奏鸣曲（G大调）》。1935年2月11日，马思聪与夏理柯再度合作，在香港举行了小提琴独奏音乐会，随后相继被香港《行政公报》和《南华早报》报道及评论。2月，上海《艺声》上发表了马思聪所作的插曲《你是我的生命线》，这是马思聪首次公开发表音乐作品。在这一年夏天，马思聪在广州与冼星海第二次也是最后一次见面。8月，马思聪与夏理柯再次在香港举办个人独奏音乐会，随后受到香港《行政公报》《南华早报》《工商日报》等多家媒体的报道与评论。11月23日，马思聪在上海举行独奏会。在这年，马思聪完成了小提琴独奏曲《摇篮曲》的创作，并在上海《良友》画报上发表了《童年追想曲》1936年年初，马思聪为13岁的九弟马思宏举办了一场小提琴独奏音乐会，马思宏后来的妻子董光光则为他钢琴伴奏。5月，马思聪携夫人北上北平，先后在北平协和大礼堂与北平师范大学数理学院礼堂举办了独奏音乐会。在北平期间，马思聪结识了作家、翻译家沉樱夫妇。在这一年，马思聪创作了《第二小提琴钢琴奏鸣曲（b小调）》。

### 中年

#### 抗日战争至国共内战时期
1937年，马思聪辞去了南京中央大学的职务，并受聘为广州中山大学的教授。同年7月7日，全面抗战爆发。马思聪参加了抗日合唱团并担任指挥，并还前往电台播音、录音。在这一年，马思聪创作了大量的抗战歌曲，如《自由的号声》《前进》《游击队歌》《赶走强蛮的兔子》《保卫华南》《黄花岗》《不是死是永生》等。在这一年，马思聪创作了《绥远组曲》；而《绥远组曲》的第二乐章，便是后来几乎成为了马思聪代名词的《思乡曲》。1938年12月，马思聪为东江流动歌剧团创作了《东江流动歌剧团团歌》。1939年1月29日，马父马育航被暗杀于上海。两天后（31日），马思聪的长女马碧雪出生于香港。同年夏天，举家迁往云南徵江（今澄江），继续在徵江中山大学任教。在徵江期间，马思聪完成了《第一钢琴奏鸣曲》的创作。同年10月前往重庆，与李凌相识。1940年6月，马思聪出任中华交响乐团的指挥。在这一年里，马思聪与诗人、作家徐迟相识，并为电影《西藏巡礼》配乐。1941年夏天，马思聪由重庆前往香港；12月8日太平洋战争爆发时，离开香港返回故乡海丰县，并于1942年春节前夕抵达。同时，马思聪与堂弟马思周一同为《思乡曲》填上了歌词。1942年2月15日上映的电影《塞上风云》里使用了马思聪《内蒙组曲》中的音乐，首次被徐迟誉为“国宝”。4月，携全家赴桂林，与作家端木蕻良相识。在桂林期间，马思聪分别在5月与6月各举办了一次演奏会。秋天，随中山大学赴广东坪石任教。11月，马思聪在《新音乐》上发表了《创作的经验》一文。1943年春，马思聪前往柳州参加了华南五省音乐工作者年会。3月，在桂林举办一场音乐会后，回到了坪石。这一年的8月14日（夏历6月25日），马思聪的次女马瑞雪出生在坪石县。同年秋天，赴长沙举办演奏会，并随中山大学迁往曲江。1944年湘桂战争爆发后，举家迁往广西省梧州避难；9月23日梧州失守后，逃难到柳州；10月11日柳州失守后，又逃难到桂林；11月18日，桂林陷落，与家人逃难贵阳。23至24日，在昆明举办了小提琴独奏音乐会。音乐会结束后返回贵阳，并在1944年底前往重庆。在这一年，马思聪创作了《牧歌》与《秋收舞曲》。1945年2月13日、14日和16日晚，马思聪夫妇在重庆举办了三场演奏会。3月，在重庆《音乐艺术》上发表了歌曲《和平之光》；7月又发表了《剑舞》和《述异》。同年夏天，马思聪在成都举办了音乐会。
抗战胜利后的1946年年初，马思聪仍然在贵阳担任艺术馆长。在这段时期内，他与作家端木蕻良一同创作了《民主大合唱》。春天，马思聪返回上海，并于4月25日被选为上海音乐协会的理事长。4月，在创刊号的《新音乐》杂志上发表《忆星海》一文。7月初，马思聪携家人赴台湾。8月，儿子马如龙出生。11月8日，在台中举办了两场独奏会；后返回上海，与受周恩来委托的乔冠华、龚澎会面，出席周恩来主持的上海各界人士座谈会；11月末，马思聪回赴广州，出任广东艺术专科学校音乐系主任。1947年5月，马思聪应李凌之邀出任香港中华音乐学院院长。7月，马在香港举行独奏音乐会。10月，马思聪被任为香港《星岛日报·音乐周刊》的主编。在这一年里，马思聪与诗人金帆合作，创作并演出了《祖国大合唱》。1948年年初，马思聪因支持学生反对国民党专制统治，要求民主，拒绝在支持内战的宣言上签名，而离开广东前往香港。夏天，美国驻华大使司徒雷登邀请马思聪全家赴美，遭马思聪拒绝。10月，在上海举办个人作品音乐会。年底，马思聪回到香港，在乔冠华、赵沨、李凌的策划下准备北上。这一年，马思聪创作了《春天大合唱》。

#### 中华人民共和国成立至文化大革命前
1949年3月24日，马思聪被中华全国文学艺术工作者代表大会（文代会）筹备会第一次会议聘为筹委会委员，其时马思聪尚未抵达北平。4月，马思聪一家人与金仲华、萨空了、欧阳予倩等一百多人从香港乘船北上，抵达北平。5月，马思聪在中华青年第一次代表大会上被选为中华全国青年联合会委员。6月末第一次文代会开始后，被选为大会主席团成员、音乐组委员、演出委员会副主任；文代会闭幕时被被选为文联全国委员会委员、常务委员。7月中华全国音乐工作者协会（音协）成立后，马思聪被选为全国委员和音协副主席。9月，马思聪出席了第一届中国人民政治协商会议。11月上旬，马思聪出任为中苏友好协会总会理事，并随周恩来总理一同出访苏联。12月18日，中华人民共和国政务院任命马思聪为第一任中央音乐学院院长。自此直到1966年马思聪出走美国之前，他一直都是中央音乐学院的院长。同年11月17日，中央音乐学院正式开始上课。在1949年，马思聪创作了《工人组曲》与《欢喜组曲》。

1962年，马思聪、马如龙父子合奏

1950年，马思聪全家迁入天津，住进了黄家花园附近潼关道64号的一幢小洋楼。6月17日，马思聪出席了中央音乐学院的成立典礼。在这一年，马思聪发表了乐曲《十月礼赞》《我们勇敢地奔向战场》与《鸭绿江大合唱》。1951年5月至6月，马思聪率中国音乐家代表团赴捷克斯洛伐克参加了当年的“布拉格之春”国际音乐节。1952年7月至9月，马思聪带队中央音乐学院的干部与教师前赴皖北参加治淮工程。1953年9月，马思聪在第二届文代会上当选大会主席团成员与全国文联第二届委员会委员。9月26日，在中国音乐工作者协会改组为中国音乐家协会后，马思聪先后被选举为理事、常务理事与全国音协副主席。1954年9月，马思聪当选第一届全国人民代表大会代表，并出席了该届大会。在这一年，马思聪一家搬到了北京西城区马勺胡同的一座四合院里。1955年2月14日，因应邀参加第五届肖邦国际钢琴比赛并担任评判员，马思聪离京飞赴华沙。1956年1月至3月，马思聪在中华人民共和国成立后第一次进行了大规模的旅行演奏活动，先后在广州、武汉与东北进行了多场演出。1957年年初，马思聪在北京举办了四场小提琴独奏音乐会。在这一年的反右派斗争中，马思聪受周恩来的保护才未被划为右派。1958年3月18日至30日，马思聪应邀参与了苏联柴科夫斯基钢琴和小提琴比赛会，担任小提琴比赛的评委。7月，马在中央音乐学院的“拔白旗”运动中遭受到了作曲系师生的批判。10月13日，随文艺界福建前线慰问团赴闽演出。在这一年，马思聪先后在济南、青岛、西安等地举办了小提琴音乐会。1959年2月，《人民音乐》第二期发表了董大勇所作的《评马思聪先生的独奏音乐会》，批判演奏外国著名作品的马思聪是在“向听众夸耀他的技巧”：这篇文章引发了一场长达五年之久的辩论。同年4月，马思聪被选为河北省第二届全国人民代表大会代表。马思聪在这一年先后赴上海、南京、杭州、苏州、无锡、南昌、广州、海南岛等地进行了两个半月的巡回演出。
1961年7月，马思聪参加了北京西苑饭店举行的高等音乐学校管弦教材审定会。1962年9月，在中央音乐学院学术委员会的改选上，马思聪被选为主任委员。在这一年，马思聪前往新疆的乌鲁木齐、和田、阿克苏等地演出。1963年5月，马思聪担任了第四届“上海之春”音乐会的小提琴比赛评委。1964年12月，马思聪被选为河北省第三届全国人民代表大会代表。

### 晚年

#### 文化大革命
1966年2月，马思聪创作了在中国大陆时期的最后一首歌曲《焦裕禄悼歌》。6月初，文化大革命爆发，马思聪被当成“反动学术权威”“大吸血鬼”遭到了造反派的批斗。6月16日，马思聪与赵沨、江定仙、喻宜萱等中央音乐学院的领导被文化部指派到社会主义学院参加文化部系统的“集训班”。8月9日，中央音乐学院的“革筹会”造反派将马思聪等人从“集训班”揪回，在将他们关押隔离审查后，定为“一类劳改队”，监督他们劳动、反省交待问题，不许回家，不准与外界联系接触。8月14日晚间，学院的造反派到马思聪家贴大字报；被吓坏的王慕理于16日携子女出逃。22日，马思聪被批斗；造反派还在8月末抄了马思聪的家。
由于马思聪被作为“反动派”批斗，1966年11月28日，中央人民广播电台对台湾与东南亚的广播开始曲《思乡曲》被改为《东方红》。
王慕理携子女出逃后，先同马瑞雪隐藏于住在南京的妹妹王志理家，当红卫兵追往南京时，王慕理与马瑞雪又逃到了广东丹灶投奔王家的大嫂嫂娘。而当时马思聪的儿子马如龙则躲避在广州。11月，马思聪因肝病复发被准予返家，并于22日与悄然回京的马瑞雪一道离开北京，前往丹灶。12月，马思聪全家在丹灶、广州、江门等地躲藏，并预备前往香港。1967年1月15日晚，马思聪随夫人王慕理、次女马瑞雪和儿子马如龙一起乘坐黄埔002号出走香港。

#### 出走美国
1966年底开始，香港媒体开始报道马思聪离开北京的消息。马思聪的大姐马思锦之女徐美芬，在香港见到出逃的马思聪后，建议其『出国避一避』，并通过美国领事馆的朋友，将马思聪送上了去往美国的飞机。
1967年4月12日，美联社报道马思聪出逃避难，马思聪也开始在公开场合讲述了自己和他的同事遭遇，揭露被红卫兵批斗的惨状。1967年6月美国的《生活》杂志以《残酷和疯狂使我成为流浪者》为标题刊出；同年7月苏联《文学报》又以《我为什么离开中国》转载。
但马思聪的出走以及公开报道，被视为“恶毒攻击文化大革命”，国内亲友几十人受到牵连，他在上海的二哥跳楼自杀，他的岳母、侄女和厨师相继被迫害致死。
1968年5月，根据康生和谢富治“彻底清查”的指示，公安部和北京市公安局成立了“马思聪专案组”，马思聪被定为“叛国投敌分子”。
1971年7月，周恩来在与前往中国做出“破冰之旅”的美国总统安全事务助理基辛格会谈时讲到：我平生有两件事深感遗憾，其中之一就是马思聪50多岁离乡背井去美国，我很难过。基辛格从北京返回美国后“托人向马思聪转达了周恩来的问候，转告了周恩来那段感人肺腑的话语”。
1984年12月31日，公安部作出《关于对于中央音乐学院党委为马思聪“叛国投敌”案平反意见的决定》；1985年2月6日，文化部发出《关于给马思聪平反的通知》。2月12日，中央音乐学院院长、书记等一起署名，向身在美国的马思聪发出公函。
1987年5月20日在美国因心臟手術未成功而逝世。

### 归葬广东
2007年，在马思聪逝世20周年，《马思聪全集》即将出版时，马思聪之子马如龙致信温家宝总理，表达父亲生前未能『适时回国』的遗憾，希望能实现父母魂归故里的遗愿，溫家寶即批示“请文化部研办”。
2007年12月13日，在广州举行《马思聪全集》首发式的同时，马思聪夫妇的骨灰也归葬广州麓湖公园。

## 纪念
2012年3月4日，于美国新泽西州普林斯顿Princeton Alliance Church举办“從東方到西方的音樂大師”馬思聰百年誕辰紀念音樂會。
2012年4月22日，於美国宾夕法尼亚州西切斯特的西切斯特大學Madeline Wing Adler Theatre舉辦“馬思聰百年誕辰紀念音樂會”，且該市市長定該日為“馬思聰日”。

## 作品
马思聪是中国重要的作曲家，他的创作，包罗交响乐、小提琴独奏曲、小提琴协奏曲、钢琴奏鸣曲等，其中以《思乡曲》（选自《绥远组曲》）、《摇蓝曲》、《西藏音诗》、《塞外舞曲》为代表作。

### 小提琴独奏 钢琴伴奏
- 《牧歌》
- 《思乡曲》
- 《摇蓝曲》
- 《跳龙灯》
- 《新疆狂想曲》
- 《绥远组曲》:《史诗》,《思乡曲》,《塞外舞曲》
- 《西藏音诗》：《述异》,《喇嘛寺院》,《劍舞》
- 《山歌》
- 《抒情曲》
- 《慢诉》
- 《春天舞曲》
- 《秋收舞曲》
- 《跳元宵》
- 《史诗》
- 《第二回旋曲》
- 《小提琴回旋曲》
- 《喇嘛寺院》
- 《塞外舞曲》

### 小提琴协奏曲
- 《双小提琴协奏曲》
- 《F大调小提琴协奏曲》

### 芭蕾舞剧
- 《晚霞》
- 《龙宫奇缘》

### 歌剧
- 《热碧亚》

### 钢琴
- 《降D小调钢琴奏鸣曲》
- 《钢琴五重奏》
- 《第四小奏鸣曲》 钢琴独奏
- 《花儿集》
- 《鼓舞》
- 《巾舞》
- 《钢琴协奏曲》

### 管弦乐
- 《第一交响曲》
- 《第二交响曲》
- 《山林之歌》
- 《塞外舞曲》 管弦乐
- 《第一弦乐四重奏》
- 《龙宫奇缘》四幕舞剧 管弦乐
- 《亚非拉人民反帝进行曲》

### 合唱
- 《祖國大合唱》金帆詞
- 《中国少年先锋队队歌》 郭沫若词 马思聪曲
- 《春天大合唱》
- 《家鄉》馬瑞雪詞

### 独唱曲
- 《李白六首》
- 《唐诗八首》

## 唱片
马思聪小提琴演奏
自己作曲的唱片
- 《牧歌》中国唱片 1955
- 《思乡曲》中国唱片 1955
- 《摇蓝曲》中国唱片 1959
- 《跳龙灯》 中国唱片 1960
- 《塞外舞曲》中国唱片 1955
- 《述异》中国唱片 1959
- 《山歌》中国唱片 1960
- 《慢诉》中国唱片 1960
- 《史诗》中国唱片 1955
- 《喇嘛寺院》中国唱片  1959

其他作曲家的作品
- 《圣母颂》 舒伯特  中国唱片 1959
- 《寂寞之夜》柴可夫斯基 中国唱片 1959
- 《梦幻曲》 舒曼 中国唱片 1959
- 《夜曲》　　肖邦　中国唱片　1959
- 《冥想曲》 马斯涅 中国唱片 1959
- 《F大调浪漫曲》 贝多芬 中国唱片 1959
- 《A大调小提琴奏鸣曲》 舒伯特 中国唱片 1959
- 《G大调浪漫曲》贝多芬 中国唱片 1959

### 其他
- 《阿美山歌》

## 著述
- 《居高声自远》 马思聪著 天津百花文艺出版社 2000 ISBN 978-7-5306-2927-7

## 马思聪研究
- 《马思聪年谱》 张静蔚编著 北京中国文联出版社 2004 ISBN 978-7-5059-4654-5
- 《论马思聪》马思聪研究会编 北京人民音乐出版社 1997 ISBN 978-7-103-01597-1

### 脚注
1. 1 2  刘炜茗. . 广州名人. 广州故事. 2007-05-25  [2008-01-13]. （原始内容存档于2007-08-22）.
2. ↑  张静蔚，1、2页．
3. ↑  张静蔚，3页．
4. ↑  张静蔚，4页．
5. ↑  张静蔚，5页．
6. 1 2  张静蔚，6页．
7. ↑  张静蔚，7页．
8. ↑  张静蔚，8页．
9. ↑  张静蔚，9页．
10. ↑  张静蔚，10、11页．
11. ↑  张静蔚，12页．
12. ↑  张静蔚，13－17页．
13. ↑  张静蔚，18、19页．
14. ↑  张静蔚，20、21页．
15. ↑  叶永烈，49、51页．
16. ↑  张静蔚，22页．
17. ↑  叶永烈，64页．
18. ↑  张静蔚，23页．
19. ↑  张静蔚，24页．
20. ↑  张静蔚，26－44页．
21. ↑  张静蔚，45－47页．
22. ↑  张静蔚，48－49页．
23. ↑  叶永烈，72页．
24. ↑  张静蔚，50页．
25. ↑  张静蔚，51、52页．
26. ↑  张静蔚，53、55页．
27. ↑  张静蔚，56、57页．
28. ↑  张静蔚，58－61页．
29. ↑  张静蔚，63－65页．
30. ↑  张静蔚，63－70页．
31. ↑  张静蔚，71－73页．
32. ↑  张静蔚，75－81页．
33. ↑  张静蔚，82－84页．
34. ↑  张静蔚，85－87页．
35. ↑  张静蔚，88、89页．
36. ↑  张静蔚，91、92页．
37. ↑  张静蔚，93页．
38. ↑  张静蔚，97页．
39. ↑  张静蔚，99页．
40. ↑  张静蔚，102、103页．
41. ↑  张静蔚，104页．
42. ↑  张静蔚，107页．
43. ↑  张静蔚，113、114页．
44. ↑  叶永烈，165页．
45. ↑  张静蔚，117－119页．
46. ↑  张静蔚，120－123页．
47. ↑  张静蔚，127页．
48. ↑  张静蔚，130页．
49. ↑  张静蔚，132页．
50. ↑  张静蔚，134页．
51. ↑  张静蔚，137页．
52. ↑  张静蔚，136、137页．
53. ↑  张静蔚，138页．
54. 1 2 3  方夷敏. . 先锋国家历史. 2008-1  [2020-05-21]. （原始内容存档于2021-04-26） （中文）.
55. 1 2  马之庸. . 炎黄春秋.   [2020-05-22]. （原始内容存档于2020-10-09） （中文）.
56. ↑  明鏡新聞網：被打成叛國者的愛國者馬思聰 的存檔，存档日期2012-10-09.
57. ↑  叶永烈. . 1986-1  [2020-05-22]. （原始内容存档于2021-04-26）.
58. ↑  . 南方日报. 2007-12-13  [2020-05-22]. （原始内容存档于2021-04-26） （中文）.